# Bematistes poggei
Bematistes poggei is een vlinder uit de familie van de Nymphalidae. De wetenschappelijke naam van de soort is voor het eerst gepubliceerd in 1879 door Hermann Dewitz.

## Verspreiding
De soort komt voor in Kameroen, Soedan, Ethiopië, Congo-Kinshasa, Oeganda, Kenia, West-Tanzania, Angola en Noordwest- en Noordoost-Zambia.

## Habitat
Het habitat bestaat uit bossen en rivieroevers met dichte vegetatie.

## Waardplanten
De rups leeft op Adenia (Passifloraceae) en Vitis (Vitaceae).

## Ondersoorten
- Bematistes poggei poggei (Dewitz, 1879)
  - = Acraea nelsoni Grose-Smith & Kirby, 1892
  - = Planema macrosticha Bethune-Baker, 1908
  - = Planema entalis Jordan, 1910
  - = Planema vendita Wichgraf, 1911
  - = Planema poggei brevimacula Talbot, 1928
  - = Planema poggei paragoga Hering, 1936
  - = Planema poggei amela Hering, 1936
- Bematistes poggei ras (Ungemach, 1932) (Ethiopië)
  - = Acraea poggei ras (Ungemach, 1932)
  - = Planema nelsoni ras Ungemach, 1932